# Temps noir
Temps noir est une revue (d'abord semestrielle puis annuelle à partir de 2016) publiée par les éditions Joseph K., maison d'édition basée à Nantes.

## La revue des littératures policières
Consacrée au roman policier, dirigée par Franck Lhomeau, elle publie études et entretiens (P.D. James, Fred Kassak, Thierry Jonquet...). Elle chronique également les dernières publications policières importantes.
La revue est vendue en librairie. Elle compte actuellement 13 numéros.
Elle a été récompensée par le Trophée 813 de la Meilleure Étude / Prix Maurice Renault en 1998, au moment de son lancement. 
Depuis son numéro 12, la revue a ouvert ses colonnes au cinéma criminel en publiant des entretiens avec des cinéastes (Bertrand Tavernier, Nicolas Boukhrief, Nicolas Winding Refn), des spécialistes du genre (François Guérif) ainsi qu'une recension des sorties de "polars" en DVD.

## Une collection
"Temps Noir" est aussi le nom d'une collection de livres chez le même éditeur  (ISSN 1281-4806) :
- L'Argot de la "Série noire". vol. 1, L'argot des traducteurs / Pierre Giraud, Pierre Ditalia. Nantes : Joseph K., 1996, 378 p.  (ISBN 2-910686-06-X)
- Les Auteurs de la "Série noire" : 1945-1995 / Claude Mesplède, Jean-Jacques Schleret. Éd. rev. et complétée de Voyage au bout de la Noire. Nantes : Joseph K., 1996, 627 p. (Temps noir).  (ISBN 2-910686-11-6)
- Extérieur Nuit / Gilles Larvor. Nantes : Joseph K., 2001. (Temps noir).  (ISBN 2-910686-35-3)
- Claude Mesplède (dir.) (préf. François Guérif), Dictionnaire des littératures policières, vol. 1 : A - I, Nantes, Joseph K, coll. « Temps noir », 2007, 1054 p. (ISBN 978-2-910-68644-4, OCLC 315873251).
- Claude Mesplède (dir.), Dictionnaire des littératures policières, vol. 2 : J - Z, Nantes, Joseph K, coll. « Temps noir », 2007, 1086 p. (ISBN 978-2-910-68645-1, OCLC 315873361).

Note : Une édition revue, corrigée et augmentée de ce dernier ouvrage est parue aux mêmes éditions en 2007.

## Détail des numéros
| N° | Date de publ.            | Sommaire | Nombre de pages | ISBN                     |
| -- | ------------------------ | --- | --------------- | ------------------------ |
| 1  | octobre 1998 - mars 1999 | Le Krimi, La Série blême, Elmore Leonard, Fallen Angels | 176 p.          | (ISBN 2-910686-18-3)     |
| 2  | avril-septembre 1999     | François Guérif, Tony Hillerman, Jean-Claude Zylberstein, Georges Simenon, Edgar Poe | 160 p.          | (ISBN 2-910686-23-X)     |
| 3  | 1er semestre 2000        | Dossiers La Série blême, Edgar Poe, James Lee Burke, les détectives de l'occulte | 192 p.          | (ISBN 2-910686-28-0)     |
| 4  | novembre 2000            | Dossiers sur le roman noir américain, Vernon Sullivan, la Série noire, Marlowe, J. Sheridan Le Fanu | 185 p.          | (ISBN 2-910686-30-2)     |
| 5  | 1er semestre 2001        | Dossiers sur P.D. James, James Ellroy, Amanda Cross, Pierre Véry ; interview de Maurice G. Dantec | 192 p.          | (ISBN 2-910686-33-7)     |
| 6  | 1er semestre 2002        | Dossiers sur les chambres closes, Sherlock Holmes, Edward Bunker ; interviews de Jean-Hugues Oppel, Serge Brussolo, Jean Vautrin | 192 p.          | (ISBN 2-910686-34-5)     |
| 7  | 1er semestre 2003        | Dossiers sur les chambres closes, Dashiell Hammett, Isaac Asimov ; interviews de John le Carré, Marc Villard | 224 p.          | (ISBN 2-910686-38-8)     |
| 8  | mai 2004                 | Dossiers sur Fred Kassak, le roman policier judiciaire, Maigret ; interviews de James Grady et Kathy Reichs | 208 p.          | (ISBN 2-910686-41-8)     |
| 9  | mars 2005                | Dossiers sur Thierry Jonquet, Arsène Lupin ; interview de Paco Ignacio Taibo II | 224 p.          | (ISBN 2-910686-42-6)     |
| 10 | février 2006             | Dossier sur Pierre Véry ; interviews de Jim Nisbet, d'Olivier Balez | 218 p.          | (ISBN 2-910686-48-5)     |
| 11 | mai 2008                 | Numéro entièrement consacré à Jean-Patrick Manchette | 226 p.          | (ISBN 978-2-910686-49-9) |
| 12 | mai 2009                 | Dossier sur Thomas Narcejac, Thierry Crifo ; interviews de Bertrand Tavernier, Jean-Bernard Pouy, Jean-Pierre Gattégno, Qiu Xiaolong | 344 p.          | (ISBN 978-2-910-68651-2) |
| 13 | avril 2010               | Dossiers sur Jean-Patrick Manchette et la bande dessinée, les premiers auteurs français de la Série Noire, Pierre Véry ; une pièce de théâtre inédite de Jean Meckert (Jean Amila) : « Nous avons les mains rouges » ; entretiens avec Jean-Claude Zylberstein, Thierry Jonquet, François Guérif, Nicolas Boukhrief et Nicolas Winding Refn | 304p.           | (ISBN 978-2-910686-52-9) |
| 14 | janvier 2011             | Entretien avec François Guérif avec à propos de Claude Chabrol - Entretiens avec Michel Lebrun, François Guérif, Jean-Patrick Manchette, Robert Soulat, Patrick Mosconi, Didier Daeninckx, Thierry Jonquet, Jean-François Vilar, Gérard Delteil, Daniel Pennac, Tonino Benacquista & Jean-Bernard Pouy) à propos du sur le polar français des années 80 - Entretien avec Jacques Tardi, à propos de ses adaptations de Manchette en bande dessinée - Entretien avec Lucas Belvaux à propos de ses films criminels - Les premiers français de la « Série Noire » (deuxième partie) ; une pièce de théâtre inédite de Frédéric Dard & Albert Simonin : « Le Cave se rebiffe » ; Le schéma de Grisbi or not Grisbi, par Albert Simonin - Douze lettres de Léo Malet à Albert Simonin - Entretien avec Serge Bromberg à propos de L'Enfer de Henri-Georges Clouzot - Entretien avec Virginie Brac, Anne Landois et Éric de Barahir à propos des deuxième & troisième saisons de la série télévisée Engrenages | 352p.           | (ISBN 978-2-910-68654-3) |
| 22 | mars 2020                | Dossier sur Les Tontons flingueurs | 342 p.          | (ISBN 978-2-910686-79-6) |

## Index - Dépouillement des numéros

### Dossiers
- Baudou, Jacques. "Pierre Véry". Temps noir, février 2006, n° 10, p. 6-125.
- Boissier, Laurence. "La déferlante du roman policier juridique anglo-saxon". Temps noir, mai 2004, n° 8, p. 76-107  (ISBN 978-2-910-68641-3).
- David, Jean-Marie ; Lebras, Jean & Perraud, Serge. "Fred Kassak". Temps noir, mai 2004, n° 8, p. 4-75.
- David, Jean-Marie (dir.). "Thierry Jonquet". Temps noir, mars 2005, n° 9, p. 4-85.
- Dhoukar, Nadia. "Arsène Lupin : portrait d'un centenaire mythique". Temps noir, mars 2005, n° 9, p. 86-157.
- Rutés, Sébastien. "Raconter l'aventure, l'aventure de raconter". Temps noir, mars 2005, n° 9, p. 158-187. Article sur Paco Ignacio Taibo II.

### Articles de fond, études
Index des auteurs traités dans les articles
- Thierry Crifo : 12
- Thierry Jonquet : 9
- Fred Kassak : 8
- Albert Simonin : 10
- Pierre Véry : 10

Références bibliographiques
- Colin, Jean-Paul. "À la recherche du truand perdu : hommage à Albert Simonin (1905-1980)". Temps noir, février 2006, n° 10, p. 156-178. Bibliogr. p. 179. Filmogr. p. 180-183.
- David, Jean-Marie. "Fred Kassak, un maître du mystère". Temps noir, mai 2004, n° 8, p. 55-60.
- Le Breton, David. "Thierry Jonquet ou le polar gnostique". Temps noir, mars 2005, n° 9, p. 57-69.
- Levet, Natacha. "Thierry Jonquet : la puissance de la fiction". Temps noir, mars 2005, n° 9, p. 5-33.
- Lhomeau, Franck. "Le roman noir à l'américaine". Temps noir, novembre 2000, n° 4, p. 4-33.
- Lhomeau, Franck. "Le véritable lancement de la Série noire". Temps noir, novembre 2000, n° 4, p. 50-122. Bibliogr. p. 123-127.
- Nisbet, Jim. "Jean-Patrick Manchette : il était temps !". Temps noir, février 2006, n° 10, p. 138-142. Trad. Benjamin et Julien Guérif.
- Pestureau, Gilbert. "Vernon Sullivan, romancier noir". Temps noir, novembre 2000, n° 4, p. 34-48. Bibliogr. p. 49.

### Interviews
Index des auteurs interviewés
- Olivier Balez : 10
- Nicolas Boukhrief : 13
- Thierry Crifo : 12
- Jean-Pierre Gattégno : 12
- François Guérif : 13
- Thierry Jonquet : 9, 13
- Fred Kassak : 8
- Jim Nisbet : 10
- Jean-Bernard Pouy : 12
- Paco Ignacio Taibo II : 9
- Bertrand Tavernier : 12
- Marc Villard :
- Nicolas Winding Refn : 13

Références bibliographiques
- David, Jean-Marie & Cingal, Delphine. "Entretien croisé de Fred Kassak et Pierre Billard". Temps noir, mai 2004, n° 8, p. 61-67.
- David, Jean-Marie. "Entretien de Thierry Jonquet". Temps noir, mars 2005, n° 9, p. 34-56.
- David, Jean-Marie. "Olivier Balez". Temps noir, février 2006, n° 10, p. 144-153.
- Delouche, Hervé & Deloux, Jean-Pierre. "Entretien de Jim Nisbet". Temps noir, février 2006, n° 10, p. 129-136. Trad. Benjamin Guérif.
- Perraud, Serge. "Entretien de Fred Kassak". Temps noir, mai 2005, n° 8, p. 24-35.
- Rutés, Sébastien. "Entretien de Paco Ignacio Taibo II". Temps noir, mars 2005, n° 9, p. 167-182.